# 松田利治
松田 利治（まつだ としはる、1930年〈昭和5年〉8月30日 -  2015年 <平成27年> 5月18日）は、日本の政治家。元奈良県大和高田市長（2期）。位階は正六位。旭日小綬章受章。

## 経歴
奈良県出身。奈良県立御所工業高等学校卒。卒業後は近畿電気工事に入社。その後松田電気工業を興し、社長となり、奈良電業協会会長なども務める。1995年〈平成7年〉大和高田市長選挙に立候補して初当選する。1999年〈平成11年〉に再選。市長は2期務め、2003年〈平成15年〉に退任した。2006年秋の叙勲で旭日小綬章受章。2015年死去。死没日付をもって正六位に叙された。